# 贝尔特·龙普
贝尔特·龙普（荷蘭語：Bert Romp，1958年11月4日—2018年10月4日），荷兰男子马术运动员。他曾代表荷兰参加1992年和1996年夏季奥林匹克运动会马术比赛，其中1992年奥运会获得一枚金牌。